# Cantó de Lantosca
El cantó de Lantosca és un cantó francès del departament dels Alps Marítims, situat al districte de Niça. Té 2 municipis i el cap és Lantosca.

## Municipis
- Lantosca
- Utèla

## Història
| Data d'elecció                           | Identitat      | Partit                    | Qualitat |
| ---------------------------------------- | -------------- | ------------------------- | -------- |
| 196.-1973                                | Joseph Austoni | --                        |          |
| 1973-197.                                | Honoré Bailet  | Divers droite             |          |
| 197.-1979                                | Paul Cléricy   | FGDS                      |          |
| 1979-1985                                | Michel Cardix  | PS, després Divers gauche |          |
| 1985-                                    | Jean Thaon     | RPR, després UMP          |          |
| les dades anteriors no són pas conegudes |                |                           |          |
|                                          |                |                           |          |

## Demografia
| 1962 | 1968 | 1975 | 1982 | 1990 | 1999  | 2007  |
| ---- | ---- | ---- | ---- | ---- | ----- | ----- |
| -    | -    | -    | -    | -    | 1.507 | 1.907 |